# Vladimír Hrubý (novinář)
Vladimír Hrubý (26. března 1961 Rokycany – 6. října 2014 Praha) byl český novinář, občanský aktivista, tanečník a pedagog.

## Pedagogické a taneční začátky
Narodil se v Rokycanech a od narození žil v Nezvěsticích u Plzně. Na Pedagogické fakultě v Plzni studoval obor český jazyk a dějepis a k tomu dálkově i společenský tanec a choreografii. Po absolvování s titulem Mgr. působil pět let ve školství. Byl zakladatelem i choreografem taneční skupiny Spin – několikanásobných mistrů ČR ve formacích Disco Show.[zdroj⁠?!] Po Sametové revoluci 1989 se skupinou odešel do Prahy a pět let působil ve Varieté Praga, také v Německu a na Sicílii.[zdroj⁠?!]

## Kariéra novináře
S žurnalistikou začínal ve svých 34 letech v pražské soukromé stanici Radio R.I.O. a poté nastoupil do Českého rozhlasu 1 - Radiožurnálu. Zde se od roku 1995 stal na sedm let parlamentním zpravodajem, moderátorem pořadu Zápisník domácích zpravodajů a také tvůrcem a moderátorem pořadu Ring Mikrofóra. Inicioval a spolu s Kateřinou Veselou dlouhodobě moderoval rozhlasový pořad Bona Dea s podtitulem „100% magazín o 4% světě“, který byl vysílán od září 1998 každé pondělí od 20.05 hodin s trváním 25 minut. S moderováním pořadu skončil v roce 2002, samotný pořad byl pak vysílán ještě do konce roku 2006.
Na 7. ročníku přehlídky publicistické tvorby Report v roce 1998 získal Hlavní cenu generálního ředitele ČRo za pořad Ring Mikrofóra. Za reportáž o životě HIV pozitivního prostituta z pražského Hlavního nádraží získal rozhlasovou cenu Prix Bohemia Radio.
Příběhy posluchačů a posluchaček Bony Dei se mu staly inspirací k sepsání knihy Tak trochu jiné namlouvání, kterou vydala společnost Yonathan Bax v roce 2002 a o rok později nakladatelství Hart v rozšířeném vydání pod názvem Holky s holkama, kluci s klukama.

## Aktivismus
V 90. letech se Hrubý podílel na činnosti Sdružení organizací homosexuálních občanů (SOHO). V roce 2000 byl členem jeho prezidia jako vedoucí sekce kultury a sportu  a ve stejné době mimo jiné moderoval finálový večer soutěže Gay Man ČR v brněnském Boby centru.
V polovině května 2015 obdržel in memoriam Cenu bePROUD za celoživotní přínos LGBT komunitě.

## Soukromý život
V době svých studií se oženil a z manželství vzešel syn Filip. Následoval rozvod a osmiletý partnerský vztah s akademickým malířem Lukášem Příčinou. S ním Hrubý v roce 1992 uspořádal symbolický svatební obřad v pražském kostele sv. Voršily, který získal širokou publicitu a stal se patrně nejznámějším podobným obřadem z té doby. Po sedmi letech vzájemný slib zopakovali 16. prosince 1999, opět jen při symbolickém obřadu. Po rozchodu s Příčinou byl jeho životním partnerem mladší Martin Karlík.
Ve svých 43 letech Hrubý prodělal cévní mozkovou příhodu s částečným ochrnutím. Dne 6. října 2014 zemřel ve Vinohradské nemocnici v Praze, kde byl hospitalizován se zhoubnou rakovinou.